# Центрипеталізм
Центрипеталізм, який у деяких джерелах називають інтегративним розподілом влади (назва походить від фізичного терміна доцентрова сила – centripetal force), є моделлю демократичних інститутів для розділених суспільств (як правило, за етнічною, релігійною чи соціальною ознакою), метою якої є заохочення партій до поміркованої та поступливої політики, а також зміцнення центру поляризованого політичного спектру. Як теорія, центрипеталізм розвинувся з критики консоціоналізму Дональдом Л. Горовіцем та іншими науковцями. Обидві моделі надають інституційні рекомендації для розділених суспільств. В той час, коли консоціоналізм націлений на включення та представництво кожної етнічної групи, центрипеталізм має на меті деполітизувати етнічність та заохотити багатоетнічні партії.  .

## Інструменти
Центрипеталізм пов’язаний з інструментами, які заохочують стягування голосів виборців (vote pooling). Стягування голосів виборців відбувається, коли політикам потрібно залучити виборців з різних груп, щоб перемогти на виборах. Наприклад, якщо якась етнічна група недостатньо велика, щоб обрати власного етнічного політичного представника, виборці з цієї групи радше віддадуть перевагу поміркованим, аніж радикальним політикам іншої етнічної групи. У цій теоретичній моделі, стягування голосів виборців дає переваги поміркованим політикам, які прагнуть залучити голоси інших груп, за допомогою виборчої системи, що дозволяє виборцям вказувати не тільки свій основний вибір, але й наступні пріоритети. Виходячи з цієї логіки, центрипеталісти віддають перевагу таким системам голосування, як альтернативне голосування, додаткове голосування, система єдиного перехідного голосу  .

## Приклади
Центрипетальні установи та системи голосування досить рідкісні, а прикладів їх використання не так багато. Найвідомішіми прикладами використання центрипетальних інституцій є політичні системи Австралії, Естонії, Фіджі, Північної Ірландії, Папуа-Нової Гвінеї, Шрі-Ланки , Республіки Сербської, Індонезії, Кенії, Нігерії , Південної Родезії . 

## Критика
Однією з основних проблем теорії є відсутність емпіричних доказів, що підтверджують ефективність центрипеталізму . Центрипетальні установи не працюють у виборчих системах, в яких виборчі округи є однорідними за складом, оскільки в цих випадках політики не заохочені створювати багатоетнічні партії, оскільки їм не потрібно звертатися до виборців поза своєю групою . Деякі дані свідчать про те, що центрипетальні установи призводять ще до більшої нестабільності та екстремізму 